# THE RYDERS
THE RYDERS（ザ・ライダーズ）は、日本のパンク・ロックバンド。1987年結成。ボーカルのJ.OHNOとベースのKOJIを中心として都内を中心に活動中。

## メンバー
- J.OHNO（結成 - ） - ボーカル ex.THE MODEL
- KOJI（結成 - ） - ベース
- MOH（2009 - ） - ドラムス ex.ACE、VOOGIE、SONIC SKY、BATTLE MANIA、COOL ACID SUCKERS、KENZI & THE TRIPS。現在はMISSILES・KISSKILL、VERTUEUXと並行して活動。

## サポートメンバー
ギター
- UKI （2017〜）ex.KENZI & THE TRIPS 、THE STAR CLUB、THE POWERNUDE。 現AUT-17
- SATOSHI （2017〜）現POTSHOT 、雷矢

ベース
- AKI ex.GREST。KOJIが事故による怪我のため急遽サポートとして参加。

## 過去のメンバー
ギター
- TSUDA（結成 - 1989）
- オノチン（1989） ex.NICKEY & THE WARRIORS。現JET BOYS、オナニーマシーン
- LOU（1989 - 1992） ex.レジスタンス、THE STAR CLUB
- 黒嶋悟（1992 - 1993）現THE MONSTERS
- KASUGA（1993 - 1997）ex.DISSARAY、THE IDIOT IDOLATERS、THE POGO、LAUGHIN' NOSE、DESSERT。現MOSQUITO SPIRAL。
- BELLEY（1998 - 2007）ex.FREEDOM、WAR PAINTED CITY INDIAN、BATTLE MANIA、LAUGHIN' NOSE。
- TATSUYA（2009 - 2016）IN-HI(INDIAN-Hi)と並行して活動していた。

ドラムス
- REIJI（結成 - 1990）
- TSUGIO（1991 - 1996）ex.THE ZETT
- TAKASHI（1998 - 2006）ex.TOO LATE…ASIA、現ヤングキラー、ＴＨＥＭＥＴＯＲＯ’S、My Words is  Calling

## 概要・来歴
1987年にOHNOとKOJIを中心に結成。
1988年にVAPより『THE RYDERS』にてメジャーデビュー。その後も活動を続けて行くが、1997年よりライブ活動を休止し充電期間に入る。 
1998年にメンバーチェンジを行い、ドラムスにTAKASHIが加入。2000年4月にShibuya O-EASTで行われた「JAPAN PUNK ROCK FESTIVAL」でステージに復帰。 2001年にはセルフカバーアルバムをリリース。 2005年には初のライブアルバム『LIVE AT KLUB COUNTER ACTION〜不良少年の夜〜』をリリースと積極的に活動を続けるが、2006年ドラムスのTAKASHIが脱退。活動休止期間に入る。活動休止と共にギターのBELLEYが脱退。
活動休止期間中、OHNOとKOJIはラモーンズのトリビュートバンド「DUMB」を結成。ライブ活動、CDリリースとライダーズとは一線を画した路線の音楽活動を行う。 
2008年11月13日新宿LOFTにてKen BandのメンバーG,MINAMI Dr.Matsuuraをサポートに迎え復活。2009年からG,TATSUYA (IN-HI), Dr,MOH (MISSILES,ex KENZI&THE TRIPS)が加入し、都内のライブハウスを中心に活動を続ける。
THEE MICHELLE GUN ELEPHANT、KEMURI、POTSHOT等のバンドに影響を与えており、2002年にこれらの若手バンドが参加したRYDERSのトリビュートアルバム『LET'S GET TOGETHER』がリリースされた。
結成25周年を迎えた2013年、10年ぶりとなるフルアルバム『ONE FOR ALL』をリリース。
2016年　G,TATSUYA脱退
2017年　UKI、SATOSHIをサポートGとして迎え、リリース、ライブ活動中。

## ディスコグラフィー

### シングル
- SO PASSION（1987年）
- VICTIMS（1995年1月21日）
- NEW RISE（1995年7月22日）
- ZASSO（1996年）- 米国のみ発売
- BURST ROCKET（2000年9月27日）
- MY FREEDOM（2002年8月03日）
- FIGHTIN' IN THE LIFE（2002年11月24日）
- MISSION X !!（2004年7月21日）COBRAとのスプリットCD
- PUNK 2 STUPID!（2010年2月22日）COBRAとのスプリットCD
- DEADLY HISTORY（2018年）
- THE BIBLE FOR THE FREEDOM（2023年11月25日）THE STAR CLUBとのスプリットCD
- NEVER GROW UP（2024年5月27日）

### アルバム
- GET GOOD LOVIN'（1987年）
- THE RYDERS（1988年6月21日）
- LET'S GET TOGETHER（1991年3月21日）
- FROM JUNK STREET（1991年11月21日）
- ALL THE WAY（1993年12月21日）
- 反逆分子（1995年8月19日）
- RYDERS ARMY（2001年3月22日）
- PUNK EXPLOSION（2003年6月20日）
- LIVE AT KLUB COUNTER ACTION〜不良少年の夜〜（2005年10月18日）
- SONGS FROM THE CLOSET（2008年11月4日）
- ONE FOR ALL（2013年3月13日）
- ANIMAL STREET 1987-1988（2023年11月25日）

### カセットテープ
- RYDERS DEMO1（1989年）
- RYDERS DEMO2（1990年）

### V. A.
- 『FUNK CRIB』（2000年4月26日）
- 『S★S★B★P〜SPECIAL SHINJUKU BEACH PARTY〜』（2011年）

### ビデオ
- 『REAL IDIOT』（1991年）
- 『ANARCHY TOUR 91-93』（1993年）
- 『JAPAN PUNK ROCK FESTIVAL 2000 日本パンクを創った男達! at ON AIR EAST 23rd April 2000』（2000年9月21日）

### DVD
- PHOTO DVD DATA & MOVIE 2DVD『ATTITUDE '08-'10』（2011年4月20日）
- PUNK LIVES! FOREVER 2013 （2013年11月6日）
- EASY COME, EASY GO -Document 1992 & 20XX- （2013年11月30日）777本限定
- LET'S GET TOGETHER AGAIN （2014年）
- LEATHER JACKET DAY （2024年4月28日）THE STAR CLUBとのスプリット

### トリビュート
- 『LET'S GET TOGETHER〜TRIBUTE TO THE RYDERS〜』（2002年）